# Wohnhausgruppe Weberstraße 6–20, Körnerstraße 21–35 und Schillerstraße 54–74 in Neuss

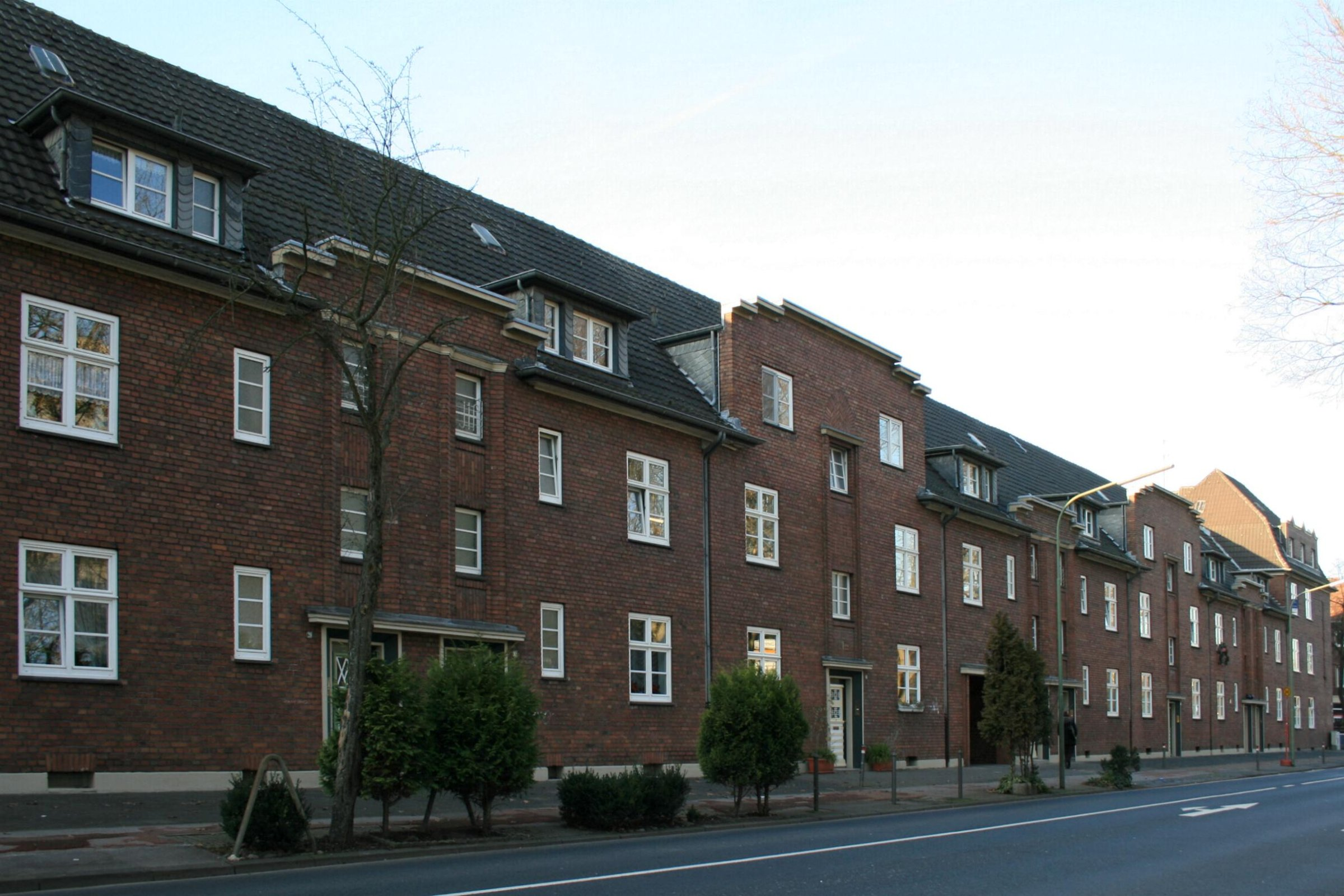
Wohnhausgruppe Weberstraße 6–20

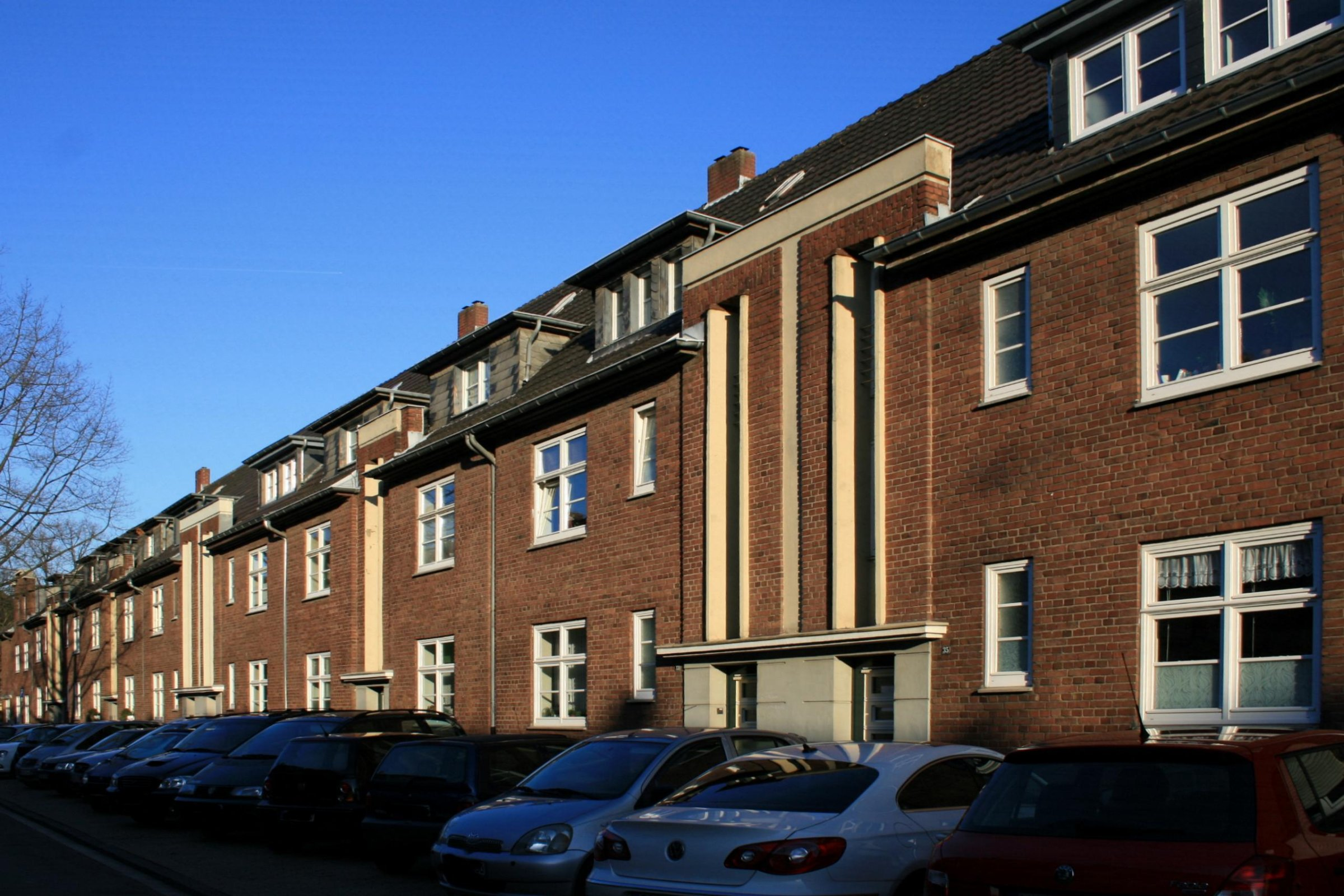
Körnerstraße 21–35

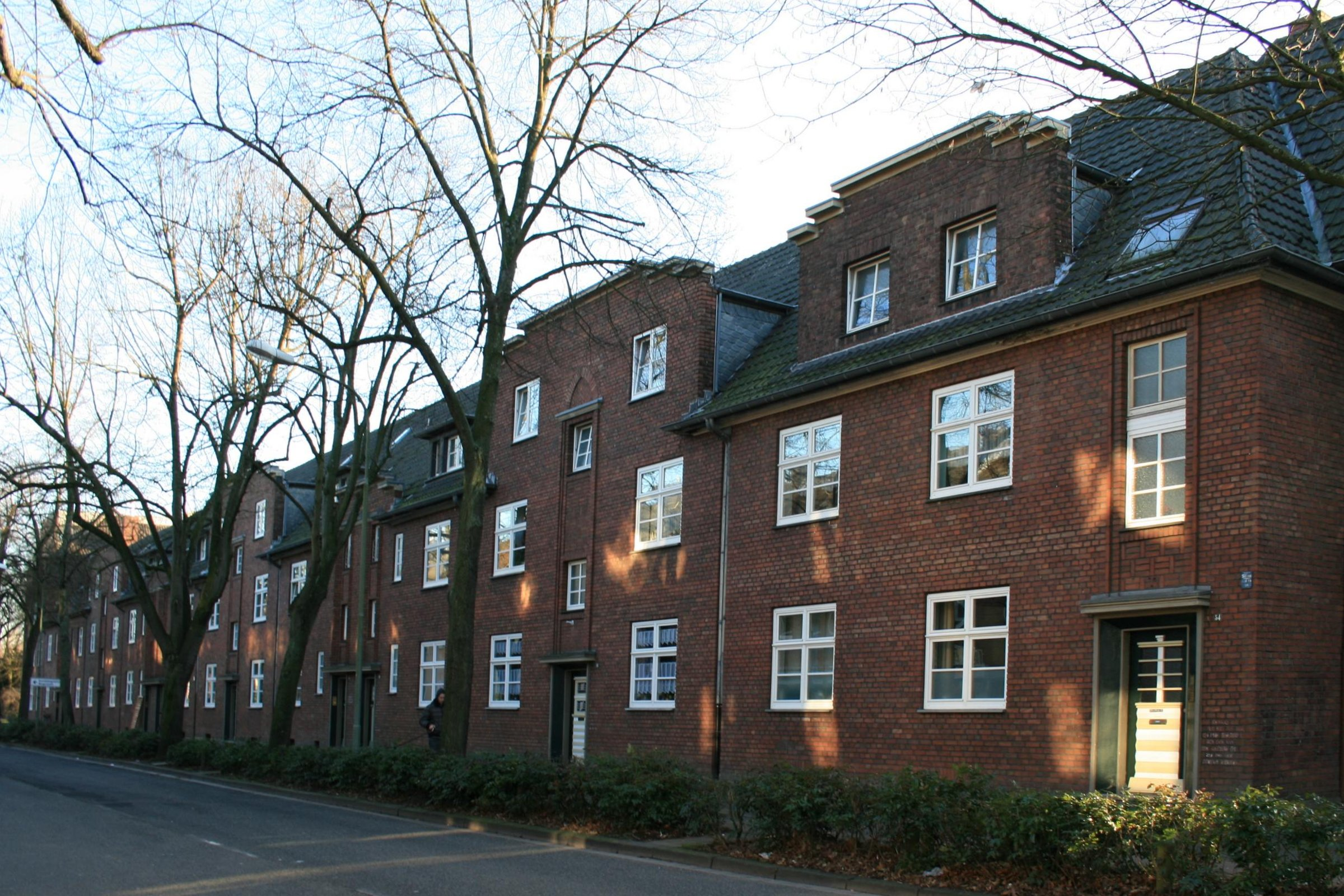
Schillerstraße 54–74 in Neuss

Die Wohnhausgruppe Weberstraße 6–20, Körnerstraße 21–35 und Schillerstraße 54–74 in Neuss ist ein denkmalgeschütztes Ensemble von insgesamt 27 Wohnhäusern im Dreikönigenviertel von Neuss. Sie bilden drei Seiten eines geschlossenen Karrees. Die Häuser an der südlichen Seite des Karrees sind in Privatbesitz und zum Teil deutlich jünger.
Die Gebäude wurden zwischen 1925 und 1930 von der Neusser Arbeiterwohnungsgenossenschaft erbaut. Sie stehen heute in der Verwaltung der Gemeinnützigen Wohnungsgenossenschaft Neuss. Sie wurden 1985 renoviert. Seit dem 29. April 1985 sind die Häuser in den Teil A der Denkmalliste der Stadt Neuss nach dem Denkmalschutzgesetz Nordrhein-Westfalen (DSchG NRW) eingetragen (Körnerstraße: 3/002 (1/346), Schillerstraße: 3/002 (1/517), Weberstraße: 3/002 (1/572)).
Die Gebäude weisen Backsteinfassaden mit Zierverbänden und teilweise Verputz auf. Die Gebäude sind in der Regel zweigeschossig. Die Zwischendecken sind Holzböden. Die Häuser besitzen Satteldächer. Die Dachwohnungen haben Fenster in Dachgauben. Es findet ein regelmäßiger Wechsel zwischen zwei Gebäudetypen statt.
- Typ 1: zentrale Eingangsachse, Flurfenster mit zusammenfassenden Rahmung und abschließendem Gesims mit Spitzbogen in Backstein, Fensterzwischenflächen mit Zierverband, Zentralachse bis in den Dachgiebel reichend flankiert vom 2 Fenstern, Giebel dreimal flach abgetreppt.

- Typ 2: Eingangsachse mit der das Nachbarhaus paarig angeordnet mit durchgezogenem Gesims, Flurfenster mit Zierverbänden, zusammenfassende Rahmung und Gesimsabschluss in Höhe des Dachgesims, darüber niedriger zweimal abgetreppter Giebel flankiert von 2 Dachgauben; an der Körnerstraße abweichende Gestaltung der Eingangsachsen mit Verputz und geradem Abschluss knapp über dem Dachgesims.

Das Eckgebäude Schillerstraße/Weberstraße ist dreigeschossig in 3:4 Achsen, Mansarddach, Eckachse zurückgesetzt; an der Weberstraße besitzt es eine große Dachgaube mit drei Fenstern und Dreiecksgiebeln. Das Eckgebäude Schillerstraße/Körnerstraße besitzt ebenfalls eine zurückgesetzte Eckachse, im Erdgeschoss weist es einen Ladeneinbau auf.
Die Türen sind im Originalzustand. Bei der Modernisierung 1985 wurden neue Kunststofffenster unter Wiederherstellung der originalen Sprossenteilung eingesetzt. Auf der Innenseite des Karrees wurden Balkone angebaut. Teilweise wurden Wohnungen zusammengefasst.
Der Innenhof ist eine Grünfläche mit Rasen, Baumbestand und Nutzgärten. In der Mitte befindet sich eine Tiefgarage.